# Josep Maria Garrell Guiu
Josep Maria Garrell Guiu   (l'Espluga de Francolí, 21 de novembre de 1969) és un enginyer informàtic, professor i gestor universitari. Va ser rector de la Universitat Ramon Llull (URL) de l'octubre de 2012 al setembre de 2022. És professor catedràtic d'intel·ligència artificial a l'Escola Tècnica Superior d'Enginyeria La Salle de la Universitat Ramon Llull. L'abril de 2023 es va fer públic que presidirà l'European University Association entre 2023 i 2027.

## Formació
Va finalitzar els seus estudis d'enginyeria informàtica l'any 1992 a la Universitat Politècnica de Catalunya (UPC). L'any 1995 va obtenir el doctorat en enginyeria electrònica per la Universitat Ramon Llull. Durant els seus estudis de doctorat, va realitzar una estada de recerca al Pittsburgh Supercomputing Center de la Carnegie Mellon University (EUA) becat per la Fundació Catalana per a la Recerca i la Innovació.

## Trajectòria
La seva trajectòria acadèmica s'ha desenvolupat a l'Escola Tècnica Superior d'Enginyeria La Salle de la Universitat Ramon Llull, on és professor i investigador des de l'any 1992. Fins a l'any 2006 va ser responsable de la posada en marxa de diverses assignatures dels estudis d'enginyeria d'informàtica, enginyeria de telecomunicacions i enginyeria multimèdia. Com a docent ha impartit matèries en les àrees de la programació d'ordinadors, les estructures de dades i la computació paral·lela. Va ser cofundador del Grup de Recerca en Sistema Intel·ligents i director del mateix des del 1996 al 2006. La seva recerca s'ha centrat en l'aprenentatge automàtic utilitzant tècniques de computació evolutiva. Ha dirigit projectes de recerca públics i privats amb finançament competiu, i es autor de nombroses publicacions científiques en aquest àmbit.
De l'any 1998 al 2002 va ser director de recerca del Campus La Salle de la Universitat Ramon Llull, destacant l'elaboració i la implementació del primer pla estratègic de recerca de la institució. Les seves responsabilitats al Rectorat de la Universitat Ramon Llull van començar l'any 2000 com a delegat del rector per a les Tecnologies de la Informació i la Comunicació (2000-2002). Posteriorment, va ser nomenat vicerector de recerca i innovació, càrrec que va desenvolupar des del 2002 fins al 2010. En aquesta etapa es va posar en marxa l'Oficina de Recerca i Innovació i el primer pla estratègic de recerca de la URL. Des del 2006 al 2010 va ser secretari general d'aquesta universitat, i entre el 2010 i el 2012 va ser el vicerector de política universitària. Durant aquesta darrera etapa destaca la definició, posada en marxa i coordinació del projecte "Aristos Campus Mundus" que va obtenir el segell de Campus d'Excel·lència Internacional del Govern d'Espanya.
L'octubre de 2012 va ser nomenat rector de la Universitat Ramon Llull, i va estar en el càrrec fins al setembre del 2022. D'aquesta etapa destaca l'impuls de les polítiques d'internacionalització de la universitat, l'impuls de l'activitat de recerca i l'acreditació institucional de centres. Durant el seu mandat la Universitat Ramon Llull va desenvolupar una política activa de posicionament en els principals ràquings universitaris, així com l'impuls de l'Agenda 2030, va obtenir el segell definitiu de Campus d'Excel·lència Internacional, i va signar l'acord d'adhesió a l'aliança universitària ENGAGE.EU finançada pel programa European Universities Innitiative de la Comissió Europea.
L'octubre de 2022 va ser proclamat oficialment candidat a la presidència de l'European University Association (EUA) per les eleccions que van tenir lloc a Gdańsk, Polònia l'abril de 2023. Va rebre un 70% dels vots, convertint-se en president de l'Associació entre 2023 i 2027.

## Càrrecs institucionals[calcitació]
- Membre del Consell Assessor del Parlament de Catalunya sobre Ciència i Tecnologia (CAPCIT) (2014-2022)
- Vicepresident de la Conferència de Rectors de les Universitats Espanyoles (CRUE) (2021-2022), i vocal del seu comitè permanent des de l'any 2015 al 2022.
- President de la Strategic Alliance of Catholic Reserach Universities (SACRU) (2020-2022)
- Membre del Council l'European University Association (EUA) (2016-2019).
- Membre del Board[6] de l'European University Association (EUA) (2019-act).

## Honors
L'any 2019 va ser condecorat per govern de França amb l'Ordre de les Palmes Acadèmiques.
El 2023 va rebre la Medalla d’Or de la Universitat Ramon Llull.